# Vasilivka (Izmaíl)
Vasilivka  (ucraniano: Василівка) es una localidad del Raión de Izmail en el Óblast de Odesa de Ucrania. Según el censo de 2001, tiene una población de 1220 habitantes.